# Renfe Bc10x-9600
Les voitures Bc10x-9600 de la Renfe sont des voitures-couchettes proches des voitures Bc10x-10600, bien que curieusement rattachées à la série 9000. Elles dérivent directement des B10c10ux Corail Vu françaises.

## Caractéristiques
Elles ont été construites sous licence par Caf et Macosa à partir de 1984 et ont apporté un confort en net progrès avec la climatisation et leurs bogies « Gran Confort » développés par Caf.
Contrairement aux voitures à places assises de la série 10000, leurs portes sont articulées comme sur les voitures Corail.
Les voitures sont du type suivant :
- Bc10x-9600 50 71 50-70 601 à 060 : 60 voitures-couchettes de 2e classe à 10 compartiments de 6 couchettes.

Ces voitures servent sur les express de nuit, renommés  Estrella (Étoile) en 1982. Ils y côtoient les voitures des séries 7100 (issues de la rénovation de la série 8000) et  10000, qui leur sont apparentées.
Elles ont pris les livrées Estrella, dite « Danone » et dite « Pantone ».